# Buscemi (cognome)
Buscemi è un cognome di lingua italiana.

## Varianti
Buscema, Bussemi.

## Origine e diffusione
Il cognome è tipicamente siciliano.
Potrebbe derivare dal toponimo Buscemi, forse dall'arabo abī-šāma, "uomo con un neo".
Le varianti Buscema e Bussemi coprono il medesimo areale.

## Persone
- Andrea Buscemi – attore, regista teatrale e conduttore televisivo italiano
- Giusy Buscemi – modella italiana
- Massimo Buscemi – attore italiano
- Steve Buscemi - attore statunitense